# Kanhända du tänkte när en gång du kom
Kanhända du tänkte när en gång du kom är en psalm med text och musik skriven 1975 av Nils F. Nygren.

## Publicerad i
- Segertoner 1988 som nr 494 under rubriken "Att leva av tro - Kallelse - inbjudan".[1]